# Turan

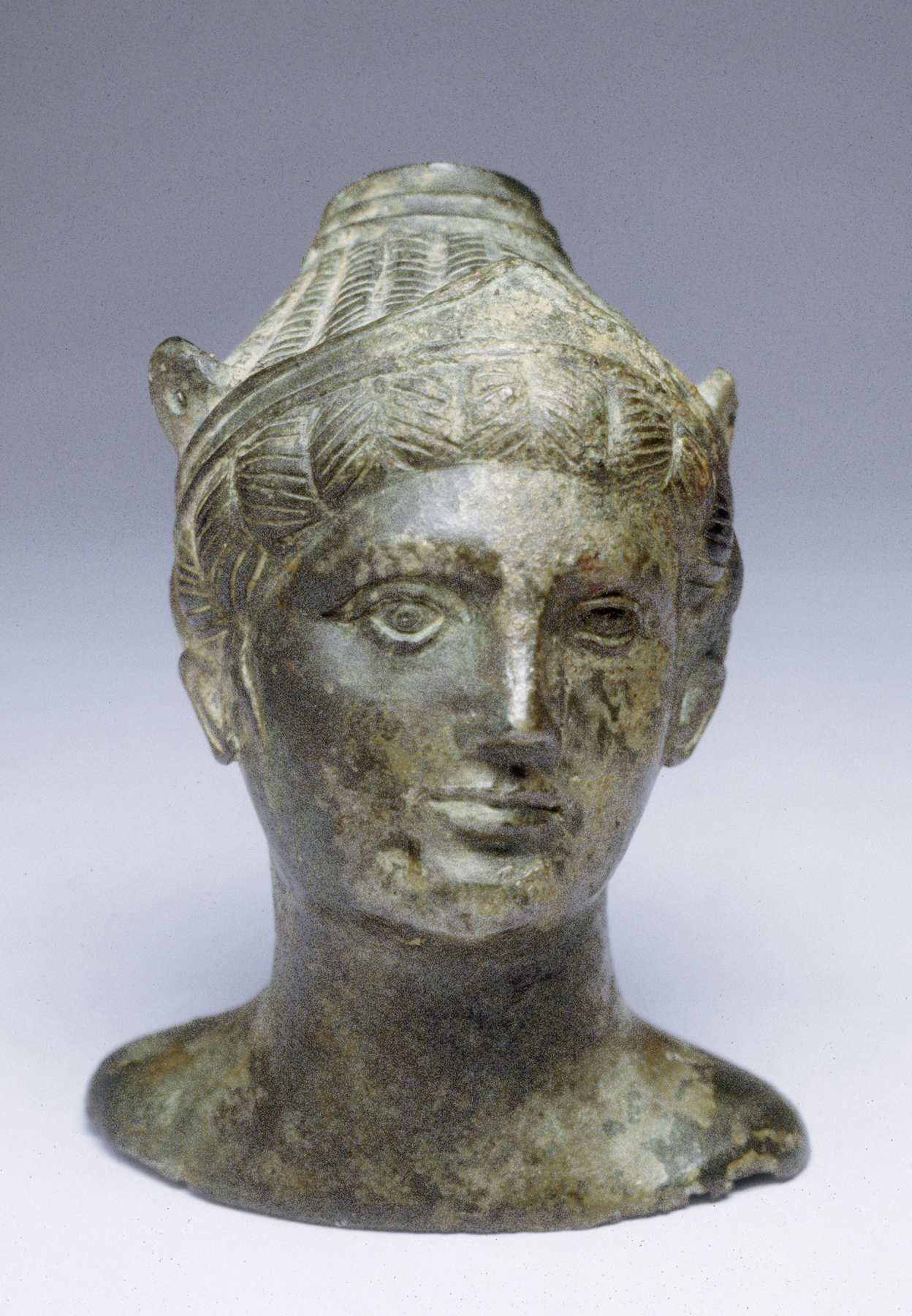
Turan

Turan  a fost zeița dragostei, frumuseții și gingășiei feminine, din mitologia etruscă, soția zeului Laran.
Turan a fost identificată cu zeița dragostei, Venus, din mitologia romană și cu Afrodita din mitologia greacă. Era zeița patroană a localității Vulci.
Avea ca semne distinctive o lebădă și o porumbiță, ambele albe. Alt atribut al său au fost pomii în floare. 
În reprezentările artistice apărea cu aripi. Imaginea aceasta a fost reprodusă pe multe oglinzi. Pe o oglindă expusă la British Museum apare și cu aripioare la picioare.